# Артіон Почі
Артіон Почі (алб. Artion Poçi; нар. 23 липня 1977, Фієрі, Албанія) — албанський футболіст та тренер, виступав на позиції центрального півзахисника.

## Клубна кар'єра
Вихованець «Аполонії», за молодіжну команду якої виступав до 1995 році. Потім переведений до першої команди, в якій з перервою (з 1999 по 2000 рік) виступав до 2003 року за «Бюліс» (Балш). У 2003 році перейшов до «Динамо», а в 2009 році — до «Беси». Футбольну кар'єру завершив 2014 року.

## Кар'єра в збірній
У футболці національної збірної Албанії дебютував у квітні 2001 року в товариському матчі проти Туреччини, в якому в другому таймі замінив Фатміра Вату. Вище вказаний матч так і залишився єдиним для Артіона в збірній.

## Кар'єра тренера
У серпні 2017 року вже як тренер очолив клуб, в якому грав, «Бесу» (Кавая), але вже наступного місяця на тренерському містку Беси його замінив Бледар Сінелла.

## Досягнення
«Динамо»
- Суперліга Албанії
  -  Чемпіон (1): 2007/08

- Суперкубок Албанії
  -  Володар (1): 2008

«Беса»
- Кубок Албанії
  -  Володар (1): 2009/10